# Manfred Vallaster
Manfred Vallaster (* 13. März 1958 in Schruns) ist ein ehemaliger österreichischer Politiker (ÖVP) und Selbständiger. Er war von 1984 bis 1994 Abgeordneter zum Vorarlberger Landtag.

## Ausbildung und Beruf
Vallaster besuchte zwischen 1964 und 1968 die Volksschule Vandans und wechselte danach von 1968 bis 1972 an die Hauptschule in Schruns. Er absolvierte danach von 1972 bis 1978 die Höhere Technische Lehranstalt in Mödling und legte dort 1978 die Matura ab. Nachdem er von 1978 bis 1979 seinen Präsenzdienst in der Kaserne in Absam in Tirol abgeleistet hatte, begann er 1979 ein Studium der Architektur an der Universität Innsbruck. Er verfolgte sein Architekturstudium bis 1989 und ist beruflich seit 1987 als Selbständiger aktiv.

## Politik und Funktionen
Vallaster trat 1978 der Österreichischen Volkspartei bzw. der Jungen Volkspartei bei und fungierte von 1979 bis 1981 als stellvertretender Landesobmann der Jungen ÖVP Vorarlberg. Danach hatte er von 1981 bis 1996 das Amt des Landesobmanns der Jungen ÖVP Vorarlberg inne. Er war Mitglied der Bezirksparteileitung der ÖVP Bludenz und von 1981 bis 1996 zudem Mitglied der Landesparteileitung und Mitglied des Landesparteipräsidiums der ÖVP Vorarlberg sowie fünf Jahre lang als Ortsobmann der Jungen ÖVP Vandans aktiv. 1986 übernahm er die Funktion des Ortsparteiobmanns der ÖVP Vandans, nachdem er 1985 zum Mitglied der Gemeindevertretung von Vandas gewählt worden war.
Er war in der Gemeindevertretung Mitglied und Obmann des Prüfungsausschusses sowie Mitglied des Raumplanungs-, Sport-, Abwasser- und Kanal- sowie des Bauausschusses und hatte während seiner Zugehörigkeit zur Gemeindevertretung auch das Amt des Klubobmanns der ÖVP Vandans inne.
Vom 6. November 1984 bis zum 3. Oktober 1994 vertrat er als Abgeordneter des Wahlbezirkes Bludenz die ÖVP im Vorarlberger Landtag, wobei er als Bereichssprecher Jugend und Entwicklungshilfe innerhalb des ÖVP-Landtagsklubs wirkte. Vallaster musste 2005 von allen seinen politischen Ämtern zurücktreten, nachdem er bei der Gemeinderatswahl 2005 als Wahlbeisitzer und Kandidat auf der einzigen Liste „Gemeinsam für Vandans“ die Anzahl seiner Vorzugsstimmen manipuliert hatte.

## Privates
Manfred Vallaster wurde als Sohn des Tischlermeisters Alois Vallaster und dessen Gattin Wilma Vallaster geboren. Er heiratete 2006 seine aus Bulgarien stammende Frau und wurde 1984, 1989 und 2001 jeweils Vater eines Kindes.

## Auszeichnungen
- Ehrenobmann der Jungen ÖVP Vorarlberg
- Ehrenobmann des Schivereins Vandans
- Auszeichnung der Jungen ÖVP Österreich